# Ian Ashbee
Ian Ashbee (Birmingham, 6 settembre 1976) è un ex calciatore inglese, di ruolo centrocampista.